# Scandolara Ripa d'Oglio
Scandolara Ripa d'Oglio är en ort och kommun i provinsen Cremona i regionen Lombardiet i Italien. Kommunen hade 525 invånare (2018).